# 藏管尾犁胸蝉
藏管尾犁胸蝉（学名：Darthula xizangensis）也作藏管尾角蝉，一种于中国西藏自治区林芝市察隅县下察隅镇发现的昆虫，是犁胸蝉科（刻角蝉科）管尾犁胸蝉属的一种，为中国特有种。
本种于2023年被收录入《有重要生态、科学、社会价值的陆生野生动物名录》。

## 形态特征
藏管尾犁胸蝉是一种大型半翅目昆虫，体长15-17毫米。头隐藏于半球状的前胸背板前缘下。前翅狭长，呈红褐色；翅脉与翅膜同色，呈不规则密网状。腹部末节尾管的基部为紫红色，向端部逐渐变为黑色，被密而竖立的黑色长毛。